# Нерио I Ачайоли
Нерио I Ачайоли (на италиански: Nerio I Acciaioli) е действителният владетел (de facto) на Атинското херцогство от 1385 г. Роден в семейство на флорентински банкери, той става главен агент за влияние на своя виден роднина Николо Акиайоли  във Франкска Гърция през 1360 г. Нерио закупува големи владения в Княжество Ахея и ги управлява независимо от отсъстващите им титуляр-принцове. С наемниците от Наварската компания превзема Мегара, стратегически важна крепост в Атинското херцогство, през 1374 или 1375 г. Наварците отново нахлуват в херцогството през 1385 г. прогонвайки каталунците които се укрепят на Акропола на Атина, но се виждат принудени да се предадат през 1388 г.
Нерио и неговият зет Тодор I Палеолог, деспот на Морея, окупират сеньорията Аргос и Науплия. Нерио получава Науплия, но венецианците прогонват войските му от града. Нерио е пленен от венецианците през 1389 г., след което е освободен в замяна на обещанието да подкрепи венецианците да превземат Аргос от зет му Тодор I. Нерио трябва да отстъпи части от владенията си на Венеция като гаранция, че ще спази обещанието си, но не успява да убеди зет си да предаде Аргос. За сметка на това наварците на Нерио превземат херцогството на Неопатра от каталунците през 1390 г., след което османският султан Баязид I завладява територията на това херцогство през 1393 г. След което Нерио започва да плаща джизие на султана. 
Крал Ладислав Анжуйски, който претендира за сюзеренитет над Франкска Гърция, поверява на Нерио Атинското херцогство на 11 януари 1394 г. В последната си воля Нерио разпределя владенията си между по-малката си дъщеря Франческа, незаконния син Антонио и църквата „Света Богородица Пещерна“ (на Партенона) от Атина, с което де факто франкокрацията залязва над средновековна Гърция, наследена от туркокрацията.